# Polder Schefferfeld
Der Polder Schefferfeld ist als Polder das größte Hochwasserrückhaltebecken im Einzugsgebiet der Bauna im Gebiet der Gemeinde Schauenburg und dient dem Hochwasserschutz der unterhalb davon gelegenen Stadt Baunatal im nordhessischen Landkreis Kassel. 

## Geographische Lage
Der Polder Schefferfeld liegt zwischen dem Hohen Habichtswald im Norden und den Langenbergen im Südwesten im Naturpark Habichtswald unmittelbar südöstlich von Elgershausen, dem östlichsten Gemeindeteil von Schauenburg, an der Grenze zum östlich gelegenen Altenritte, einem Stadtteil von Baunatal. Er befindet sich am westlichen Fulda-Zufluss Bauna; östlich vorbei am Polder fließt als Kleinzufluss der Bauna der Fischbach. 1,2 km östlich des Beckens erhebt sich der zum Habichtswald zählende Baunsberg.

## Geschichte
Der Staudammbau für den Polder Schefferfeld wurde nach einem starken Hochwasserereignis von 1992 von der Gemeinde Schauenburg und der Stadt Baunatal in Zusammenarbeit mit der Universität Kassel im Rahmen des EXPO 2000-Projekts „Umweltverträglicher Hochwasserschutz“ seit 1993 angestrebt. Errichtet wurde er im Jahr 2000 und im Mai 2000 eingeweiht. 2002 wurde der Polder erstmals mit 150.000 m³ Wasser eingestaut.

## Damm- und Beckendaten
Der rund 930 m lange Erdschüttdamm schließt sich an den Straßendamm der L 3215 (siehe unten: Verkehr und Wandern) an und knickt dann mit einem Winkel von etwa 105 Grad in Richtung Elgershausen bzw. Westnordwesten entlang der Bauna ab. Das Volumen des aus bindigem und lagenweise verdichtetem Boden bestehenden Damms umfasst etwa 120.000 m³; es werden aber auch nur 115.000 m³ genannt. Die Kronenhöhe liegt maximal 6,50 m über dem Niveau der unmittelbar vorbei führenden Straße.
Bei vollständiger Füllung des etwa zwischen 238 und 245 m ü. NHN gelegenen Beckens wird eine Wiesen- und Ackerfläche von rund 7 ha mit 230.000 oder 234.000 m³ Hochwasserstauraum eingestaut; eine Leerung dauert maximal 72 Stunden. Das Einzugsgebiet ist 12,8 km² groß.

## Hochwasser
Ein Einstau des Polders erfolgt nur im Hochwasserfall. Das Becken ist für ein 100-jährliches Hochwasser (HQ100) bemessen, das also statistisch einmal in 100 Jahren vorkommt. Tritt ein noch selteneres, stärkeres Hochwasser auf, werden auch die landwirtschaftlichen Flächen eingestaut, die im Polder abwärts einer in der Bauna zur Hochwassereinleitung in das Becken künstlich angelegten Einschnürung liegen.
Wenn die Bauna mehr als 15 m³/s Wasser führt, beginnt sich der Polder automatisch zu füllen, weil durch diese Einschnürung ein Aufstau erzeugt wird, sodass das Wasser über ein Zuleitungsbauwerk mit Hydraulik-Wehrklappe einströmt. Es fließt zur tiefsten Stelle des Beckens, wo sich ein Feuchtbiotop mit Dauerstau befindet. Je nach Hochwasserstärke kann sich das Becken gänzlich füllen oder sogar überlaufen. Tritt Letzteres ein, läuft das Wasser über einen am Nordostrand des Beckens zur Hochwasserentlastung angelegten Überlauf (⊙) dem oben erwähnten Fischbach und durch diesen der Bauna zu; der Überlauf ist etwa 40 m breit. Hochwasser, dessen Pegel sich unterhalb des Überlaufs befindet, wird durch ein Entleerungsbauwerk (⊙) mit Hydraulik-Schütztafel pegelgesteuert der Bauna zugeleitet.

## Die Bauna
Die Bauna, die 17,2 km lang ist, fließt direkt unterhalb und zugleich entlang des Staudamms sowie parallel zur Landesstraße 3218 in Nordwest-Südost-Richtung am Hochwasserrückhaltebecken vorbei, sodass das meist von Erlen und Weiden bestandene Ufer des Fließgewässers vom Wasserstand des Beckens unbeeinträchtigt bleibt. Während des Staudammbaus wurden in der Bauna zur besseren Durchgängigkeit für Benthos und Fische einige naturnahe Umgestaltungen ausgeführt und verschiedene Hindernisse im Bachbett beseitigt.

## Verkehr und Wandern
Unmittelbar südöstlich vorbei am Damm des Polder Schefferfeld führt die Landesstraße 3215 (ehemalige Bundesstraße 520), rund 190 m südwestlich des Damms verläuft die L 3218 (Altenritter Straße) und zirka 250 m nördlich des Beckens die Kreisstraße 22 (Korbacher Straße). Direkt südwestlich vorbei am Polder führt zwischen Altenritte und Breitenbach entlang der Bauna der Märchenlandweg. Spazierwege, die unter anderem über den Staudamm verlaufen, sind rund um den Polder angelegt.